# Шуази, Жак Дени
Жак Дени Шуази (фр. Jacques Denys Choisy или фр. Jacques Denis Choisy, 1799 — 1859) — швейцарский ботаник и миколог.

## Биография
Жак Дени Шуази родился 5 апреля 1799 года.
Он внёс значительный вклад в ботанику, описав множество видов семенных растений.
Жак Дени Шуази умер 26 ноября 1859 года в Женеве.

## Научная деятельность
Жак Дени Шуази специализировался на семенных растениях и на микологии.

## Почести
Род растений Choisya Kunth был назван в его честь.